# Arrondissement d'Alexandrie
L'arrondissement d'Alexandrie est une ancienne subdivision administrative française du département de Marengo créée le 11 septembre 1802, dans le cadre de la nouvelle organisation administrative mise en place par Napoléon Ier en Italie et supprimée le 11 avril 1814, après la chute de l'Empire.

## Composition
L'arrondissement d'Alexandrie comprenait les cantons de :
- Alexandrie (deux cantons)
- Bosco Marengo
- Cassine
- Castellazzo Bormida
- Felizzano
- Sezzadio
- Valenza[1].